# Окклюдин
Окклюдин — интегральный белок с молекулярной массой 65 кДа, который расположен в плотных контактах и является их главным компонентом наряду с клаудинами. У человека оклюдин кодируется геном OCLN и представляет собой 522-аминокислотный полипептид.
Впервые этот белок был описан в 1993 году Сёитиро Цукитой.

## Локализация гена OCLN
Ген OCLN расположен на длинном (q) плече хромосомы 5 в позиции q13.1. Он начинается с 69492292 пары оснований и простирается до 69558104 пары оснований, имея в длину 65813 пар оснований. В результате альтернативного сплайсинга экспрессируются две изоформы.

## Структура белка
В структуре человека выделяют 9 доменов, разделенных на две группы. Первая группа объединяет 5 доменов, расположенных внутриклеточно и внеклеточно, а вторая группа объединяет 4 трансмембранных домены. Эти 9 доменов следующие:
- N-концевой домен (66 аминокислот)
- трансмембранный домен 1 (23 аминокислот)
- внеклеточная петля 1 (46 аминокислот)
- трансмембранный домен 2 (25 аминокислот)
- внутриклеточная петля (10 аминокислот)
- трансмембранный домен 3 (25 аминокислот)
- внеклеточный домен 2 (48 аминокислот)
- трансмембранный домен 4 (22 аминокислот)
- C-концевой домен (257 аминокислот).

C-концевой домен необходим для правильного создания плотных контактов. Он также взаимодействует с несколькими цитоплазматическими белками в соединительном диске и сигнальными молекулами, ответственными за выживание клеток, а его N-концевой домен участвует в уплотненные плотных контактов. Внеклеточная петля оклюдину участвует в регуляции парацелюлярнои проницаемости, а внеклеточный домен 2 участвует в локализации по плотного контакта.

## Функции
Окклюдин является важным для функционирования плотных контактов. Он определяет плотность плотных контактов и играет важную роль в обеспечении барьерной функции.